# Nowe Nadawki
Nowe Nadawki (deutsch Vollmarstein) war eine früher eigenständiger Ortschaft in der jetzt polnischen Woiwodschaft Ermland-Masuren. Ihre Ortsstelle liegt im Gebiet der Stadt- und Landgemeinde Mikołajki (Nikolaiken) im Powiat Mrągowski (Kreis Sensburg).

## Geografie
Die Ortsstelle Nowe Nadawkis liegt zehn Kilometer südöstlich der Kreisstadt Mrągowo (deutsch Sensburg) an der einstigen deutschen Reichsstraße 127, der heutigen polnischen Landesstraße 16.

## Geschichte
Im Jahre 1855 als Vorwerk gegründet wurde der Ort 1894 mit dem Gut Nadafken (Schreibweise auch: Nadawken) zum Gutsbezirk Nadafken zusammengefasst. Im ostpreußischen Kreis Sensburg gelegen wurde der Gutsbezirk Nadafken am 4. März 1895 in „Gutsbezirk Vollmarstein“ umbenannt. Im Jahre 1910 zählte er 96 Einwohner.
Aufgrund der Bestimmungen des Versailler Vertrags stimmte die Bevölkerung im Abstimmungsgebiet Allenstein, zu dem Vollmarstein gehörte, am 11. Juli 1920 über die weitere staatliche Zugehörigkeit zu Ostpreußen (und damit zu Deutschland) oder den Anschluss an Polen ab. In Vollmarstein stimmten 80 Einwohner für den Verbleib bei Ostpreußen, auf Polen entfielen keine Stimmen.
Am 30. September 1928 kamen der Gutsbezirk Vollmarstein und der Gutsbezirk Barranowen zur Landgemeinde Barranowen (1938 bis 1945 Hoverbeck, polnisch Baranowo), in die sie eingemeindet wurden.
Als 1945 in Kriegsfolge das gesamte südliche Ostpreußen an Polen überstellt wurde, betraf das auch Vollmarstein, das nun die polnische Namensform „Nowe Nadawki“ erhielt. Nach 1945 wurde der Ort nur noch sporadisch erwähnt und scheint in Baranowo aufgegangen zu sein.
Bis 1945 war Vollmarstein in die evangelische Kirche Barranowen in der Kirchenprovinz Ostpreußen der Kirche der Altpreußischen Union sowie in die katholische Kirche St. Adalbert Sensburg im Bistum Ermland eingepfarrt.